# 이세영 (기자)
이세영(1988년 5월 3일 ~ )은 대한민국의 전직 SBS의 기자이다.

## 학력
- 중앙대학교 영어교육학과

## 경력
- 2013년 ~ 2016년 TBC 기자
- 2016년 ~ 2020년 SBS 기자
- 2020년 1월 퇴사

## TV
- SBS TV : 《모닝와이드》 앵커 (토요일, 2018년 1월 20일 ~ 2019년 11월 30일)